# Triportheus rotundatus
Triportheus rotundatus es una especie de peces de la familia Triportheidae en el orden de los Characiformes.

## Morfología
Los machos pueden llegar alcanzar los 17,8 cm de longitud total.

## Hábitat
Vive en zonas de clima tropical entre 24 °C - 27 °C de temperatura.

## Reproducción
Tiene lugar durante la estación de lluvias.

## Alimentación
Come frutos, semillas e insectos que encuentra en la superficie del agua.

## Distribución geográfica
Se encuentran en Sudamérica:  cuencas fluviales costeras de las Guayanas y  cuenca del río Amazonas.